# 鄧成波
鄧成波（英語：Tang Shing Bor，1934年—2021年5月14日，人稱「波叔」，香港商人，以投資大量商舖物業著名，高峰期在香港持有200多項工商舖物業，有「香港舖王」之稱。

## 簡歷
鄧成波出生於南海九江，香港商人，成功集團創辦人，以及陞域集團榮譽主席。波叔對香港市場動向有非常敏銳的觸覺，擅長觀察經濟環境、捕捉政策走勢，往往早著先鞭、後發先至，以精闢的洞見，發掘資產的潛力，通過投資提升價值而著名。
2021年，鄧氏旗下房地產項目近200項，總值逾730億港元，業務涵蓋房地產投資及管理、酒店及餐飲、金融服務、安老服務、眼鏡視光、零售等，在《福布斯》2021年香港富豪榜中排名第19位。
鄧成波退居幕後，業務交由兒子鄧耀昇打理。鄧耀昇旗下以其英文名字命名的陞域集團（Stan Group）現時不單管理家族約550億元的房地產資產，更擴大業務至酒店、餐飲、康養護老、通訊科技及金融服務等，還涉足創投，投資了不下10間初創公司，但大多以失敗告終。

## 生平
八十年代         創立成功集團
1982年           成立成功車行
1991年           購入旺角奶路臣街豪門酒樓，重新包裝成主題式商場旺角電腦中心
1995年           成立鄧修遠堂慈善基金
2007年           收購鐳射電器，後來轉售給蘇寧易購
2015年           收購易通訊集團（香港上市代號︰8031）
2016年           收購東海飲食集團
2019年           收購松齡護老集團（香港上市代號︰1989）
2020年           收購鴻星海鮮酒家集團

## 公益
鄧成波於1995年成立鄧修遠堂慈善基金，多年來關注及支持本港長者服務 、教育、醫療和弱勢社群的需要，並賑濟天災及提供突發性的緊急援助，受惠者眾。
2020年起，由於COVID-19大流行，鄧成波兒子鄧耀昇在疫情前買入大量酒店欲翻新並打造酒店王國，遇上疫情導致大量資金套牢。鄧成波為兒子四處奔波，後於2021年5月14日離世。